# Kolumbia Brytyjska (kolonia)
Kolumbia Brytyjska (ang. Colony of British Columbia) – kolonia brytyjska na środkowo-zachodnim wybrzeżu Ameryki Północnej.
Obejmowała obszar na północ od rzeki Kolumbia, granicząc wzdłuż jej biegu z Terytorium Oregonu (od 1853 Terytorium Waszyngton), na północy granicząc z Nową Rosją (od 1867 Alaska) oraz na zachodzie i północy wzdłuż linii szczytów Gór Skalistych z Terytoriami Północno-zachodnimi administrowanymi przez Kompanię Zatoki Hudsona. Opisane granice były płynne i zostały wyraźnie wytyczone w końcu XIX wieku przez kilka traktatów i porozumień granicznych.
Teren został odkryty i zbadany jednocześnie przez George'a Vancouvera i Alexandra Mackenzie w 1793. Obszar ten leżał w strefie wpływów Kompanii Zatoki Hudsona. W 1858 wobec masowego napływu osadników w związku z gorączką złota nad rzeką Fraser została wprowadzona w Kolumbii Brytyjskiej administracja kolonialna. Od 1867 do 1871 została połączona unią z sąsiednią wyspą Vancouver. Od 1871 jest częścią Kanady.